# إيان روبرتس
إيان روبرتس (بالإنجليزية: Ian Roberts) هو مغني وممثل جنوب أفريقي، ولد في 1952 في جنوب أفريقيا.

## أعمال

### أفلام
- (2006) عودة سوبرمان[1][2][3]
- (2015) بالوعة المطبخ

### مسلسلات
- أميريكان داد!
- الفتاة الجديدة

## وصلات خارجية
- إيان روبرتس على موقع IMDb (الإنجليزية)
- إيان روبرتس على موقع قاعدة بيانات الأفلام العربية
- إيان روبرتس على موقع ألو سيني (الفرنسية)
- إيان روبرتس على موقع أول موفي (الإنجليزية)
- إيان روبرتس على موقع أول موفي (الإنجليزية)
- إيان روبرتس على موقع قاعدة بيانات الأفلام السويدية (السويدية)
- إيان روبرتس على موقع قاعدة بيانات الأفلام السويدية (السويدية)
- إيان روبرتس على موقع ديسكوغز (الإنجليزية)
- إيان روبرتس على موقع قاعدة بيانات الفيلم (الإنجليزية)
- إيان روبرتس على موقع كينوبويسك (الروسية)